# Positive emitter-coupled logic
In der Digitaltechnik bezeichnet der englische Begriff positive emitter-coupled logic  (kurz: PECL, dt. positive emittergekoppelte Logik) einen Signalstandard zur Darstellung eines zweiwertigen Signals als Logikpegel. Die Bezeichnung ist von der Bezeichnung emittergekoppelte Logik (ECL) abgeleitet und kommt im Gegensatz zu ECL mit nur einer positiven Versorgungsspannung aus.
Er wird wegen der hohen Schaltgeschwindigkeiten, die mit PECL erreicht werden können, vorwiegend zur Übertragung eines Taktsignals eingesetzt. PECL ist wie LVDS eine differenzielle Signalisierung, weshalb zur Übertragung ein Leiterpaar (als _n und _p bezeichnet) benötigt wird. Die beiden logischen Zustände werden durch das Vorzeichen der Potentialdifferenz codiert. Entsprechend wechselt die Stromrichtung durch die am Leitungsende notwendige Terminierung. Während PECL für 5-V-Systeme eingesetzt wird, ist für die auf 3,3 V entwickelte Schaltkreisfamilien LVPECL (low-voltage PECL) im Einsatz. 
Die Logikpegel bei PECL und LVPECL sind in nachfolgender Tabelle zusammengestellt.
| Type   | Vee | Vlow  | Vhigh | Vcc   | Vcm   |
| PECL   | GND | 3,4 V | 4,2 V | 5,0 V |       |
| LVPECL | GND | 1,6 V | 2,4 V | 3,3 V | 2,0 V |